# デービッド・スチュアート・パーカー
デービッド・スチュアート・パーカー（David Stuart Parker、1919年3月22日 - 1990年5月9日）は、アメリカ合衆国の軍人、技術者である。最終階級はアメリカ陸軍少将。
アリゾナ州にあるフォート・ワチュカ基地で生まれ、1940年に陸軍士官学校を卒業後、アメリカ陸軍に少尉として任官。1945年にチェスター・ニミッツ提督とダグラス・マッカーサー将軍の行政幕僚の一員に任命され、1945年から1948年にかけて東京で建設部門の主任技師として勤務した。その後、陸軍士官学校の教官（1949年 - 1952年）、パナマ運河地帯軍事補佐官（1952年 - 1954年）、オレゴン州ポートランド地区の副技師（1954年 - 1956年）、アメリカ陸軍工兵司令部の戦略計画グループ主任（1957年 - 1960年）を務めた。
1963年から1965年までパナマ運河地帯副総督に務め、スエズ戦争以降高まっていたパナマの反米ナショナリズムの真っ只中にいた。1964年にバルボア高校で起きた国旗掲揚事件を発端に暴動が起きると、パーカーは駐留アメリカ軍に出動を指示、パナマ人とアメリカ軍の双方に死者と多数の負傷者を出した。1968年から1969年にかけてベトナム戦争に従軍。1971年にパナマ運河地帯総督に任命され、1975年に陸軍を退役するまでその地位にあった。
1990年に死去。アーリントン国立墓地に埋葬された。